# Бенбудауд, Ларби
Ларби́ Бенбудау́д (фр. Larbi Benboudaoud; 5 марта 1974, Бордж-Земура) — французский дзюдоист алжирского происхождения, выступал за сборную Франции в полулёгкой весовой категории во второй половине 1990-х — первой половине 2000-х годов. Серебряный призёр летних Олимпийских игр в Сиднее, чемпион мира, двукратный чемпион Европы, победитель многих турниров национального и международного значения, 7-й дан. Также известен как тренер по дзюдо.

## Биография
Ларби Бенбудауд родился 5 марта 1974 года в городе Бордж-Земура вилайета Бордж-Бу-Арреридж, однако впоследствии переехал на постоянное жительство во Францию. Активно заниматься дзюдо начал с раннего детства, проходил подготовку в одном из спортивных клубов коммуны Булонь-Бийанкур.
Первого серьёзного успеха на взрослом международном уровне добился в 1996 году, когда попал в основной состав французской национальной сборной и побывал на чемпионате Европы в Гааге, откуда привёз награду бронзового достоинства, выигранную в полулёгкой весовой категории. Благодаря череде удачных выступлений удостоился права защищать честь страны на летних Олимпийских играх в Атланте, однако значительного успеха здесь не добился, занял лишь двадцать первое место.
В 1997 году Бенбудауд выиграл бронзовую медаль на европейском первенстве в бельгийском Остенде и серебряную медаль на домашнем европейском первенстве в Париже, где единственное поражение потерпел в финале от корейца Ким Хюка. Год спустя одержал победу на чемпионате Европы в испанском Овьедо, в том числе победил в решающем поединке россиянина Ислама Мациева. Ещё через год на аналогичных соревнованиях в Братиславе вновь стал лучшим, при этом его соперником на финальный раунд был титулованный итальянец Джироламо Джовинаццо. Кроме того, в этом сезоне добавил в послужной список золотую награду, добытую на чемпионате мира в английском Бирмингеме, где в финале он вновь взял верх над итальянцем Джовинаццо.
Будучи одним из лидеров дзюдоистской команды Франции, благополучно прошёл квалификацию на Олимпийские игры 2000 года в Сиднее. Сумел дойти здесь до финала полулёгкого веса, в том числе на стадии полуфиналов в очередной раз одолел Джироламо Джовинаццо. Тем не менее, в решающем матче иппоном проиграл представителю Турции Хюсеину Озкану и завоевал тем самым серебряную олимпийскую медаль. 31 октября за успешное выступление стал кавалером ордена «За заслуги».
После сиднейской Олимпиады Ларби Бенбудауд остался в основном составе французской национальной сборной и продолжил принимать участие в крупнейших международных турнирах. Так, в 2001 году на домашнем европейском первенстве в Париже он получил бронзу. На чемпионате мира 2003 года в японской Осаке выиграл серебряную награду. Позже отправился представлять страну на Олимпийских играх 2004 года в Афинах — на сей раз попасть в число призёров не сумел, уже в стартовом поединке потерпел поражение от представлявшего Турцию Бекташа Демиреля. Вскоре по окончании этих соревнований принял решение завершить карьеру профессионального спортсмена, уступив место в сборной молодым французским дзюдоистам.
Впоследствии перешёл на тренерскую работу и добился на этом поприще немалых успехов, в частности одна из его воспитанниц Люси Декосс в 2012 году выиграла Олимпийские игры в Лондоне. В 2018 году признан лучшим тренером Европы по версии Европейского союза дзюдо.